# Zovuni
Zovuni (em armênio: Զովունի)[a] é uma aldeia do município de Elvarde, na província de Cotaique, na Armênia. De acordo com o censo de 2011, havia 5 479 habitantes.

## História
No tempo da República Socialista Soviética da Armênia, Zovuni fez parte do distrito (raion) de Nairi. Localiza-se na margem direita do rio Razdã, oito quilômetros a oeste da cidade de Elvarde. Sua população originou-se da aldeia homônima, no distrito (hoje município) de Aparã, que em 1965 foi inundada com a construção do reservatório de Aparã. Zovuni recebeu seu nome atual por decreto do Soviete Supremo da RSS da Armênia em 4 de abril de 1972. Em 1975 e 1979, respectivamente, havia 2 555 e 3 154 habitantes. Sua população subsiste do cultivo de uvas e pecuária e há uma fábrica de tecidos e armarinhos no centro urbano. Em termos de infraestrutura, contava com uma escola secundária, uma biblioteca, um clube, um jardim de infância, uma central telefônica automática, e um centro médico.